# Győr–Gönyű kikötő
A Győr-Gönyű Országos Közforgalmú Kikötő Győr-Moson-Sopron vármegyében, nagyrészt Gönyű község közigazgatási területén, a Duna 1794-es folyamkilométerénél található, összesen 110 hektár területű folyami kikötő. Ezenkívül található itt egy teljesen közművesített, 25 hektáros területen lévő terminál. A kikötőben három hajóállás üzemel. 2000-ben került átadásra a RoRo terminál. 2001 óta határátkelőhelyként is működik. Kamionvizsgáló és átrakóállomás is létesült, és ezáltal lehetővé vált a vízi szállítmányok közvetlen be- és kiléptetése. A forgalom nagy részét mezőgazdasági termékek adták. A forgalom növekedése miatt határozta el a Győr-Gönyű Kikötő Kft. további három hajóállás kialakítását. Konténerterminál megépítésére is sor került.
Az éles külpolitikai csatározásokkal, valamint a zöldmozgalmi szervezetek részéről számos jogos kritikával kifogásolt Bős–nagymarosi vízlépcső építése során a Duna elterelése 1992. október 24-én történt meg: a csehszlovák építők Dunacsúnnál, a Duna 1851,75 folyamkilométerénél, mintegy 40 kilométer hosszúságban, a régi meder elzárásával a csehszlovák területen épült üzemvíz csatornába terelték a Duna vizét. A lépés folyományaként az eredeti főágban bekövetkezett jelentős vízhozam-csökkenés okozta kiszáradás, feliszapolódás és talajvízszint-csökkenés felborította a Szigetköz ökológiai és hidrobiológiai egyensúlyát.
Győr városa a Mosoni-Duna partján az 1980-as évekig kikötővárosnak számított, azonban a korábbi medersüllyedés, majd pedig a szlovák erőmű miatti rendszeresen alacsony vízállás folyományaként a hajózás lehetetlenné vált. 1992-ben néhány vállalkozó megalakította  a Győr-Gönyű  Kikötő Kft.-t lehetőséget látva  a vízi szállítás fejlesztésében. A tervekhez csatlakozott Győr-Moson-Sopron megye, Győr város és Gönyű község önkormányzata. A fejlesztési elképzeléseket támogatták  az országgyűlési képviselők és más állami vezetők is.

## A kikötő fejlesztésének tervei
A 2360/1996. (XII. 17.) Kormányhatározat alapján, a beruházás eredményeként megvalósul a vízi, a közúti és a vasúti közlekedés kapcsolatrendszere. A fejlesztés biztosítja a kikötő, vasúti és közúti kapcsolatát az országos hálózathoz, és egyben a páneurópai közlekedési folyosóhoz. A Duna menti nemzetközi kikötők sorában az országos közlekedési koncepció is kiemelt szerepet szán a Győr-Gönyűi kikötőnek. Győr város is érdekelt a Győr-Gönyűi Nemzetközi Kikötő kiépítésében. A Mosoni-Duna torkolatánál már több éve, ideiglenes rakodókkal működő kikötő a Győr-Gönyű Kikötő Rt. tulajdonában van, melyben a gönyűi önkormányzat is részvényes. A rakodó éves forgalma 300-500 ezer tonna volt. Az Rt. PHARE CBC források segítségével indította meg egy kombinált, RO-RO port megépítését. A kikötő további kiépítésére az állam koncesszióba adással kíván forrásokat biztosítani, vasúti kapcsolatát pedig központi költségvetési pénzekből fogja fedezni. A kikötő a tervezett, állami célok között szereplő logisztikai központot is magában foglalná.

## A kikötő fejlődése
A Győr-Gönyű Kikötő Kft. 1992-ben alakult 5,7 millió forint törzstőkével, majd 1993-ban átalakult részvénytársasággá. A társaság célja, hogy az Országos Közforgalmú Kikötő fejlesztésében, kiépítésében úttörő szerepet vállaljon, és a kiépítését követően az üzemeltetéssel járó feladatokat ellássa. Ennek érdekében megépítették először az úgynevezett ideiglenes rakodót, valamint ezt követően az Országos Közforgalmú Kikötő I. ütemeként a Ro-Ro kikötőt. A Mosoni-Duna torkolatában, 1993-ban helyezték üzembe a mai napig is működött. Az itt kiépített 40 folyóméter hosszú függőleges rakodó partfalat, valamint két hajóállás részére kialakított rézsűs partszakaszt rövid időn belül kinőtte a társaság. A KöViM és az FVM Phare program segítségével 1997-ben ismét nagy beruházást valósított meg. Megépítették a Győr - Gönyű Országos Közforgalmú Kikötő első ütemeként a Ro-Ro terminált, amely már 240 méter hosszú függőleges vasbeton partfallal rendelkezik, és a határvízi kikötő funkcióját is betölti.
A Nemzeti Fejlesztési Terv 6 milliárd forintos támogatásával, több mint 8 milliárd forint összköltségvetéssel elkészült a kalandos sorsú Győr-Gönyű Országos Közforgalmú Kikötő Intermodális Központja, így lehetővé vált a három közlekedési alágazat, azaz a vasúti, a közúti és a kikötői áruszállítás összekapcsolása. A beruházással a Nyugat-Dunántúl legnagyobb közlekedési terminálja jött létre.
A döntéstől számított 16 év múltán befejeződött a győr-gönyűi kikötőfejlesztés.2007-ben negyedik nekifutás után hirdettek a gönyűi kikötő tízmilliárdos fejlesztési tenderén eredményt. Az Észak-dunántúli Környezetvédelmi és Vízügyi Igazgatóság (Édukövízig) ugyan még 2006-ban nyerte el a Környezetvédelem és Infrastruktúra Operatív Program (KIOP) 75 százalékos támogatását az összesen 9,7 milliárd forint költségűre becsült beruházáshoz. A pénz azonban egy évig trezorban állt, mert nem találtak kivitelezőt. A Közbeszerzési Döntőbizottság, végül 2007 júniusában a Colas Dunántúl Zrt., valamint a Colas Eger Zrt. alkotta Colas 2007 konzorciumot hirdette ki nyertesként.
A fejlesztés megteremti a kikötő vasúti és közúti kapcsolatát az országos hálózathoz, és egyben a páneurópai közlekedési folyosóhoz. Elkészült a gönyűi kikötőt a Bécs-Budapest vasútvonallal összekötő, 12 kilométeres Győrszentiván–Győr-Gönyű Kikötő-vasútvonal, valamint a vízi és a vasúti áru átrakására lehetőséget adó, intermodális terminál belső vasútja is. Ugyancsak ebből a pénzből készült el és 2008 nyár végén már átadták a Komárom és Győr között - az 1-es főút 1,1 kilométeres új szakaszán - az  iparvágány felett átívelő felüljárót.
A gazdasági terminál 25 hektáros területén teljesen új közművet fektettek le. Így a csatornázás, ivó- és ipari vízellátás, szennyvízelvezetés, villamosenergia-ellátás mellett a térvilágítás, hírközlés, gázellátás mintegy 16 kilométer hosszan készült el. Iparvágány is épült, mintegy 8,5 kilométer hosszan, melynek feladata az összeköttetés biztosítása a Győr–Gönyű kikötő és a Budapest–Hegyeshalom–Rajka-vasútvonal között, aminek kivitelezése érintette a MÁV Győrszentiván vasútállomását is.
2017-2022 között a Szigetköz vízgazdálkodási problémáinak (azaz a korábbi medersüllyedés, majd pedig a szlovák erőmű miatt tartósan lecsökkent vízhozam és vízszint) hosszú távú megoldása érdekében a kikötővel szemben, a véneki torkolaton kétnyílású vízszintszabályozó műtárgy, zsilip és hallépcső épült.